# Funzione concava

Una funzione concava: presi due punti del grafico, il segmento che li congiunge si trova al di sotto del grafico stesso.

In matematica, una funzione {\displaystyle f(x)} a valori reali definita su un intervallo si dice concava se il segmento che congiunge due qualsiasi punti del suo grafico si trova al di sotto del grafico stesso. Per esempio, sono funzioni concave la funzione logaritmica {\displaystyle f(x)=\log(x)} o l'opposto della funzione quadratica {\displaystyle f(x)=-x^{2}}.
Il concetto opposto a quello di funzione concava è quello di funzione convessa, ovvero di una funzione in cui il segmento che congiunge due qualsiasi punti del grafico si trovi al di sopra del grafico stesso. Una funzione {\displaystyle f(x)} è convessa se il suo opposto {\displaystyle -f(x)} è una funzione concava.

## Definizione
Una funzione {\displaystyle f:I\to \mathbb {R} } dove {\displaystyle I} è un intervallo (o più generalmente, un insieme convesso di uno spazio vettoriale) si dice concava se, comunque scelti due punti  {\displaystyle x,y\in I} e per ogni {\displaystyle t\in [0,1]}, si ha che
{\displaystyle f(tx+(1-t)y)\geq tf(x)+(1-t)f(y).}
Una funzione si dice strettamente concava se vale la disuguaglianza stretta, ovvero se
{\displaystyle f(tx+(1-t)y)>tf(x)+(1-t)f(y)}
per ogni {\displaystyle x\neq y} e {\displaystyle 0<t<1}.